# Sing Chi Chen
Sing Chi Chen (Xin Qi Chen) (romanización de 陈心启 (1931) es un botánico y distinguidísimo orquideólogo chino.
En 1953, se graduó de la Universidad Agrícola de Fujian; y es investigador en el "Laboratorio de Botánica Sistemática y Evolucionaria", del "Instituto de Botánica", "Academia Sinica", en Pekín.

## Algunas publicaciones
- 1999. Flora Reipublicae popularis sinicae: delectis florae Reipublicae popularis sinicae. ISBN 7-03-007322-3
- 2003. S.C.Chen, Guanghua Zhu. Nomenclatural Changes in Epipactis (Orchidaceae) from China. Novon, Vol. 13 N.º 4, pp. 423-424
- 2008. Zhong-Jian LIU; Sing Chi CHEN; Li Jun CHEN. Ypsilorchidinae and Ypsilorchis, a new subtribe and a new genus of Orchidaceae. Pl.Sys. 2008 46 (4): 622-627. ISSN 0529-1526

### Libros
- 1980. Flora reipublicae popularis Sinicae delectis florae reipublicae popularis Sinicae agendae academiae Sinicae edita: Tom 14. Angiospermae. Monocotyledoneae. Liliaceae (1). Vol. 14 de Flora reipublicae popularis Sinicae. Con Jie-mei Xu, Sung-yun Liang, Zhan-huo Tsi, Kai-yung Lang, Zu-mei Mao, Lang-san Shue. Ed. Science Press, 308 pp.
- 1993. Bibliography of Chinese systematic botany, 1949-1990. Con Zhongguo ke xue yuan. Zhi wu yan jiu suo. Ed. Guangdong Sci. & Technology Press, 810 pp.
- 1997. Wild orchids of China. Con Zhan-huo Tsi, Kazuo Mori. Editor Japan Gardening Society, 175 pp.
- 2009. 中国兰科植物鉴别手冊 (Manual de identificación de orquídeas chinas). Editor 中国林业出版社 China Forestry Publish. House, 368 pp. ISBN 7503857005

- La abreviatura «S.C.Chen» se emplea para indicar a Sing Chi Chen como autoridad en la descripción y clasificación científica de los vegetales.[2]

A febrero de 2015 existían 358 registros IPNI de sus identificaciones y nombramientos de nuevas especies, publicándolas habitualmente en : Acta Phytotax. Sin.; Dressler in Telopea; Szlach. in Fragm. Flor. Geobot., Supp.; Fl. Reipubl. Popularis Sin.; Acta Bot. Yunnan.; Gen. Cymbidium China; J. Wuhan Bot. Res.; Orchidee (Hamburg); Shenzhen Sci. Technol.; Proc. 12th World Orchid Conf., 1987; Quart. Bull. Alp. Gard. Soc.; Novon; Orchidee; Harvard Pap. Bot.; J. Bamboo Res.